# Новогодишња микс бајка за одраслу децу
Новогодишња микс бајка за одраслу децу је југословенски и српски кратки филм из 2000. године.

## Улоге
| Глумац           | Улога                                                 |
| ---------------- | ----------------------------------------------------- |
| Драган Јовановић | Вук                                                   |
| Раде Марковић    | Наратор / Бака / Таксиста / Дух / Деда Мраз / Прасићи |
| Дејан Матић      | Црвенкапа                                             |